# Yerkebulan Seidakhmet
Yerkebulan Seidakhmet (tiếng Kazakh: Еркебұлан Сейдахмет; sinh ngày 4 tháng 2 năm 2000) là một cầu thủ bóng đá người Kazakhstan chơi ở vị trí tiền đạo cho câu lạc bộ Nga F.K. Ufa và đội tuyển quốc gia Kazakhstan.

## Sự nghiệp câu lạc bộ
Anh ra mắt tại Giải bóng đá ngoại hạng Kazakhstan ra mắt cho FC Taraz vào ngày 1 tháng 4 năm 2017 trong trận đấu với FC Tobol.
Vào ngày 12 tháng 2 năm 2018, anh ký hợp đồng với câu lạc bộ tại Giải bóng đá ngoại hạng Nga F.K. Ufa. Anh ra mắt cho Ufa khi vào sân hiệp hai trong trận đấu tại giải vô địch trước F.K. Anzhi Makhachkala ngày 10 tháng 3 năm 2018.

## Thống kê sự nghiệp

### Câu lạc bộ
Tính đến trận đấu diễn ra ngày 15 tháng 9 năm 2018
| Câu lạc bộ          | Mùa giải            | Giải vô địch                       | Giải vô địch | Giải vô địch | Cúp     | Cúp       | Châu lục | Châu lục  | Tổng cộng | Tổng cộng |
| Câu lạc bộ          | Mùa giải            | Hạng đấu                           | Số trận      | Bàn thắng    | Số trận | Bàn thắng | Số trận  | Bàn thắng | Số trận   | Bàn thắng |
| ------------------- | ------------------- | ---------------------------------- | ------------ | ------------ | ------- | --------- | -------- | --------- | --------- | --------- |
| Taraz               | 2017                | Giải bóng đá ngoại hạng Kazakhstan | 15           | 1            | 1       | 0         | –        | –         | 16        | 1         |
| Ufa                 | 2017–18             | Giải bóng đá ngoại hạng Nga        | 2            | 0            | 0       | 0         | –        | –         | 2         | 0         |
| Ufa                 | 2018–19             | Giải bóng đá ngoại hạng Nga        | 1            | 0            | 0       | 0         | 0        | 0         | 1         | 0         |
| Ufa                 | Tổng cộng           | Tổng cộng                          | 3            | 0            | 0       | 0         | 0        | 0         | 3         | 0         |
| Tổng cộng sự nghiệp | Tổng cộng sự nghiệp | Tổng cộng sự nghiệp                | 18           | 1            | 1       | 0         | 0        | 0         | 19        | 1         |

### Quốc tế
| Đội tuyển quốc gia Kazakhstan | Đội tuyển quốc gia Kazakhstan | Đội tuyển quốc gia Kazakhstan |
| Năm                           | Số trận                       | Bàn thắng                     |
| ----------------------------- | ----------------------------- | ----------------------------- |
| 2018                          | 5                             | 2                             |
| Tổng cộng                     | 5                             | 2                             |

Thống kê chính xác tính đến trận đấu diễn ra ngày 13 tháng 10 năm 2018

### Bàn thắng quốc tế
Tỉ số và kết quả liệt kê bàn thắng của Kazakhstan trước.
| #  | Ngày                | Địa điểm                          | Đối thủ | Tỉ số | Kết quả | Giải đấu |
| -- | ------------------- | --------------------------------- | ------- | ----- | ------- | -------- |
| 1. | 23 tháng 3 năm 2018 | Groupama Arena, Budapest, Hungary | Hungary | 3–1   | 3–2     | Giao hữu |